# Liebeliella
Liebeliella is een geslacht van vliesvleugeligen uit de familie Tanaostigmatidae. De wetenschappelijke naam van dit geslacht is voor het eerst geldig gepubliceerd in 1910 door Kieffer.

## Soorten
Het geslacht Liebeliella is monotypisch en omvat slechts de volgende soort:
- Liebeliella pleuralis Kieffer, 1910